# هاري كارني
هاري كارني (بالإنجليزية: Harry Carney) هو ملحن أمريكي، ولد في 1 أبريل 1910 في بوسطن في الولايات المتحدة، وتوفي في 8 أكتوبر 1974 في نيويورك في الولايات المتحدة.

## وصلات خارجية
- هاري كارني على موقع IMDb (الإنجليزية)
- هاري كارني على موقع الموسوعة البريطانية (الإنجليزية)
- هاري كارني على موقع ميوزك برينز (الإنجليزية)
- هاري كارني على موقع قاعدة بيانات برودواي على الإنترنت (الإنجليزية)
- هاري كارني على موقع أول ميوزيك (الإنجليزية)
- هاري كارني على موقع ديسكوغز (الإنجليزية)